# 724666 Unda-Sanzana
724666 Unda-Sanzana è un asteroide della fascia principale. Scoperto nel 2008, presenta un'orbita caratterizzata da un semiasse maggiore pari a 2,802120 UA e da un'eccentricità di 0,106611, inclinata di 3,254680ª rispetto all'eclittica.